# Великий Двур
Великий Двур (пол. Wielki Dwór) — село в Польщі, у гміні Малдити Острудського повіту Вармінсько-Мазурського воєводства.
Населення — 260 осіб (2011).
У 1975-1998 роках село належало до Ольштинського воєводства.

## Демографія
Демографічна структура станом на 31 березня 2011 року:
|          | Загалом | Допрацездатний вік | Працездатний вік | Постпрацездатний вік |
| -------- | ------- | ------------------ | ---------------- | -------------------- |
| Чоловіки | 136     | 25                 | 99               | 12                   |
| Жінки    | 124     | 27                 | 66               | 31                   |
| Разом    | 260     | 52                 | 165              | 43                   |